# Parigi-Nizza 1966
La Parigi-Nizza 1966, ventiquattresima edizione della corsa, si svolse dall'8 al 15 marzo su un percorso di 1 309 km ripartiti in otto tappe (la seconda e la sesta suddivise in due semitappe). Fu vinta dal francese Jacques Anquetil, al suo quinto successo in questa competizione, davanti al suo connazionale Raymond Poulidor e all'italiano Vittorio Adorni. Anquetil, che aveva vinto anche l'edizione precedente, si aggiudicò la corsa all'ultima tappa togliendo il primato a Poulidor, che l'aveva conquistato due giorni prima nella frazione a cronometro individuale.

## Tappe
| Tappa  | Data     | Percorso                                  | km    | Vincitore di tappa  | Leader cl. generale |
| ------ | -------- | ----------------------------------------- | ----- | ------------------- | ------------------- |
| 1ª     | 8 marzo  | Montereau > Auxerre                       | 143   | Adriano Durante     | Adriano Durante     |
| 2ª-1ª  | 9 marzo  | Avallon > Montceau-les-Mines              | 141   | Vittorio Adorni     | Eddy Merckx         |
| 2ª-2ª  | 9 marzo  | Montceau-les-Mines > Mâcon                | 66    | Jean-Claude Annaert | Roger Pingeon       |
| 3ª     | 10 marzo | Mâcon > Saint-Étienne                     | 175   | Rudi Altig          | Roger Pingeon       |
| 4ª     | 11 marzo | Saint-Étienne > Bagnols-sur-Cèze          | 205   | Rik Van Looy        | Désiré Letort       |
| 5ª     | 12 marzo | Bagnols-sur-Cèze > Marignane              | 157   | Ab Geldermans       | Désiré Letort       |
| 6ª-1ª  | 13 marzo | Bastia > Bastia                           | 67    | Luciano Armani      | Désiré Letort       |
| 6ª-2ª  | 13 marzo | Bastia > L'Île-Rousse (cron. individuale) | 35,7  | Raymond Poulidor    | Raymond Poulidor    |
| 7ª     | 14 marzo | L'Île-Rousse > Ajaccio                    | 155   | Michele Dancelli    | Raymond Poulidor    |
| 8ª     | 15 marzo | Antibes > Nizza                           | 167   | Jacques Anquetil    | Jacques Anquetil    |
| Totale | Totale   | Totale                                    | 1 309 |                     |                     |

## Dettagli delle tappe

### 1ª tappa
- 8 marzo: Montereau > Auxerre – 143 km

| Pos. | Corridore        | Squadra   | Tempo    |
| ---- | ---------------- | --------- | -------- |
| 1    | Adriano Durante  | Salvarani | 3h36'37" |
| 2    | Michele Dancelli | Molteni   | s.t.     |
| 3    | Eddy Merckx      | Peugeot   | s.t.     |

| Pos. | Corridore       | Squadra   | Tempo |
| ---- | --------------- | --------- | ----- |
| 1    | Adriano Durante | Salvarani |       |

### 2ª tappa - 1ª semitappa
- 9 marzo: Avallon > Montceau-les-Mines – 141 km

| Pos. | Corridore       | Squadra      | Tempo    |
| ---- | --------------- | ------------ | -------- |
| 1    | Vittorio Adorni | Salvarani    | 3h53'54" |
| 2    | Rik Van Looy    | Solo-Superia | s.t.     |
| 3    | Arie den Hartog | Ford France  | s.t.     |

| Pos. | Corridore   | Squadra | Tempo |
| ---- | ----------- | ------- | ----- |
| 1    | Eddy Merckx | Peugeot |       |

### 2ª tappa - 2ª semitappa
- 9 marzo: Montceau-les-Mines > Mâcon – 66 km

| Pos. | Corridore           | Squadra     | Tempo    |
| ---- | ------------------- | ----------- | -------- |
| 1    | Jean-Claude Annaert | Ford France | 1h50'36" |
| 2    | Paul Gutty          | Tigra       | s.t.     |
| 3    | Roger Pingeon       | Peugeot     | s.t.     |

| Pos. | Corridore     | Squadra | Tempo |
| ---- | ------------- | ------- | ----- |
| 1    | Roger Pingeon | Peugeot |       |

### 3ª tappa
- 10 marzo: Mâcon > Saint-Étienne – 175 km

| Pos. | Corridore        | Squadra     | Tempo    |
| ---- | ---------------- | ----------- | -------- |
| 1    | Rudi Altig       | Molteni     | 4h18'32" |
| 2    | Jacques Anquetil | Ford France | a 3"     |
| 3    | Luciano Armani   | Salvarani   | s.t.     |

| Pos. | Corridore     | Squadra | Tempo |
| ---- | ------------- | ------- | ----- |
| 1    | Roger Pingeon | Peugeot |       |

### 4ª tappa
- 11 marzo: Saint-Étienne > Bagnols-sur-Cèze – 205 km

| Pos. | Corridore              | Squadra      | Tempo    |
| ---- | ---------------------- | ------------ | -------- |
| 1    | Rik Van Looy           | Solo-Superia | 4h49'10" |
| 2    | Bernard Vandekerckhove | Ford France  | a 1"     |
| 3    | Désiré Letort          | Peugeot      | a 4"     |

| Pos. | Corridore     | Squadra | Tempo |
| ---- | ------------- | ------- | ----- |
| 1    | Désiré Letort | Peugeot |       |

### 5ª tappa
- 12 marzo: Bagnols-sur-Cèze > Marignane – 157 km

| Pos. | Corridore       | Squadra      | Tempo    |
| ---- | --------------- | ------------ | -------- |
| 1    | Ab Geldermans   | Molteni      | 3h45'57" |
| 2    | Rik Van Looy    | Solo-Superia | a 52"    |
| 3    | Vittorio Adorni | Salvarani    | s.t.     |

| Pos. | Corridore     | Squadra | Tempo |
| ---- | ------------- | ------- | ----- |
| 1    | Désiré Letort | Peugeot |       |

### 6ª tappa - 1ª semitappa
- 13 marzo: Bastia > Bastia – 67 km

| Pos. | Corridore       | Squadra     | Tempo    |
| ---- | --------------- | ----------- | -------- |
| 1    | Luciano Armani  | Salvarani   | 2h01'57" |
| 2    | Rudi Altig      | Molteni     | a 1'11"  |
| 3    | Arie den Hartog | Ford France | s.t.     |

| Pos. | Corridore     | Squadra | Tempo |
| ---- | ------------- | ------- | ----- |
| 1    | Désiré Letort | Peugeot |       |

### 6ª tappa - 2ª semitappa
- 13 marzo: Bastia > L'Île-Rousse (cron. individuale) – 35 km

| Pos. | Corridore        | Squadra     | Tempo   |
| ---- | ---------------- | ----------- | ------- |
| 1    | Raymond Poulidor | Mercier     | 49'15"  |
| 2    | Jacques Anquetil | Ford France | a 36"   |
| 3    | Vittorio Adorni  | Salvarani   | a 1'17" |

| Pos. | Corridore        | Squadra | Tempo |
| ---- | ---------------- | ------- | ----- |
| 1    | Raymond Poulidor | Mercier |       |

### 7ª tappa
- 14 marzo: L'Île-Rousse > Ajaccio – 155 km

| Pos. | Corridore         | Squadra   | Tempo    |
| ---- | ----------------- | --------- | -------- |
| 1    | Michele Dancelli  | Molteni   | 4h36'45" |
| 2    | Arnaldo Pambianco | Salvarani | a 19"    |
| 3    | Luciano Armani    | Salvarani | a 38"    |

| Pos. | Corridore        | Squadra | Tempo |
| ---- | ---------------- | ------- | ----- |
| 1    | Raymond Poulidor | Mercier |       |

### 8ª tappa
- 15 marzo: Antibes > Nizza – 167 km

| Pos. | Corridore        | Squadra     | Tempo    |
| ---- | ---------------- | ----------- | -------- |
| 1    | Jacques Anquetil | Ford France | 4h12'41" |
| 2    | Winfried Bölke   | Peugeot     | a 1'17"  |
| 3    | Huub Zilverberg  | Televizier  | a 1'20"  |

| Pos. | Corridore        | Squadra     | Tempo     |
| ---- | ---------------- | ----------- | --------- |
| 1    | Jacques Anquetil | Ford France | 34h02'01" |
| 2    | Raymond Poulidor | Mercier     | a 48"     |
| 3    | Vittorio Adorni  | Salvarani   | a 1'47"   |

## Classifiche finali

### Classifica generale
| Pos. | Corridore         | Squadra                    | Tempo     |
| ---- | ----------------- | -------------------------- | --------- |
| 1    | Jacques Anquetil  | Ford France-Hutchinson     | 34h02'01" |
| 2    | Raymond Poulidor  | Mercier-BP-Hutchinson      | a 48"     |
| 3    | Vittorio Adorni   | Salvarani                  | a 1'47"   |
| 4    | Eddy Merckx       | Peugeot-BP-Michelin        | a 2'03"   |
| 5    | Arie den Hartog   | Ford France-Hutchinson     | a 2'41"   |
| 6    | Rudi Altig        | Molteni                    | a 3'10"   |
| 7    | Paul Gutty        | Tigra-Grammont-de Gribaldy | a 3'46"   |
| 8    | Désiré Letort     | Peugeot-BP-Michelin        | a 4'32"   |
| 9    | Roger Milliot     | Pelforth-Sauvage-Lejeune   | a 4'52"   |
| 10   | Arnaldo Pambianco | Salvarani                  | a 6'28"   |